# سنتاز اسید چرب
سنتاز اسید چرب (به انگلیسی: Fatty acid synthase) که به صورت خلاصه به صورت FAS نمایش داده می‌شود نام آنزیمی است که در انسان با ژن FASN کدگذاری شده‌است.
سنتاز اسید چرب در اصل یک پروتئین جند-آنزیمی است و کارکرد اصلی آن کاتالیز فرایند ساخت پالمیتیک (یک چربی اشباع با زنجیرهٔ بلند) از استیل-کوآ و مالونیل-کوآ در حضور NADPH است.